# Begraafplaats van Saint-Étienne-au-Mont
De Begraafplaats van Saint-Étienne-au-Mont is een gemeentelijke begraafplaats in de Franse gemeente Saint-Étienne-au-Mont in het departement Pas-de-Calais. De begraafplaats ligt aan de Rue Edmond Madare op 1300 m ten zuidoosten van het centrum (Église Sainte-Thérèse). Ze heeft een lange rechthoekige vorm en wordt omgeven door een ruwe natuurstenen muur. De toegang is een naar binnen gebogen halfrond portaal met een tweedelig traliehek. Een centraal pad met aan het einde een groot Kristuskruis deelt het terrein in twee.

## Britse oorlogsgraven
In de westelijke hoek van de begraafplaats ligt een Brits militair perk met leden van het Chinese en Zuid-Afrikaanse arbeiderskorps die stierven in de Eerste Wereldoorlog.
Tijdens de Eerste Wereldoorlog bevond zich in deze gemeente van 1917 tot 1919 het No.2 Native Labour General Hospital. Daar werden hoofdzakelijk leden van het Chinese Labour Corps verzorgd. De overledenen werden hier begraven. Er rusten nu 163 Chinezen en 5 Zuid-Afrikanen. Deze graven worden onderhouden door de Commonwealth War Graves Commission en zijn daar geregistreerd onder St. Etienne-au-Mont Communal Cemetery.
Op een Chinees monument, dat in 1919 door hun kameraden werd opgericht ter ere van deze slachtoffers, bevindt zich een herdenkingsplaat met een tekst in het Chinees, Engels en Frans.
- Cheng Shan Kung, arbeider bij het Chinese Labour Corps werd op 23 juli 1918 wegens moord gefusilleerd.